# 尼爾 (堪薩斯州)
尼爾（英語：Neal）是位於美國堪薩斯州格林伍德縣的一個非建制地區。該地的面積和人口皆未知。

## 地理
尼爾所處的海拔為高於海平面293米（即961英呎），而該地所採用的時區為UTC-6，即北美中部時區（CST）。同時該地設有夏令時間，為UTC-6調快一小時，即UTC-5（CDT）。